# Inés Sabanés
Inés Sabanés Nadal (Cubells, 24 de junio de 1953) es una expolítica española. 
Miembro de Equo, estuvo afiliada inicialmente al Partido de Acción Socialista y fue miembro de Izquierda Unida (IU) desde su constitución, fue diputada por IU en la vi legislatura de las Cortes Generales por Madrid, concejal en el Ayuntamiento de Madrid entre 1999 y 2007 y diputada de la viii legislatura de la Asamblea de Madrid, en la que desempeñó la posición de portavoz parlamentaria. 
Sabanés, que en 2011 abandonó IU e ingresó en el partido ecologista Equo, se presentó como número dos en las listas de este último por Madrid para las elecciones generales de España de 2011.
Desde finales de 2011 hasta 2016 fue la coportavoz de Equo Madrid, máxima responsabilidad de esta federación. Tras las elecciones municipales celebradas el 24 de mayo de 2015 a las que Sabanés se presentó dentro de las listas de Ahora Madrid, resultó elegida concejal y se convirtió en responsable de Medio Ambiente y Movilidad de la Junta de Gobierno de la exalcaldesa Manuela Carmena .
Fue incluida como número tres de la candidatura encabezada por Íñigo Errejón de Más País-Equo a las elecciones generales de noviembre de 2019, siendo elegida diputada del Congreso de los Diputados en la XIV legislatura por Madrid, al renunciar a recoger el escaño la número de los dos de la lista, Marta Higueras.

## Biografía
Nacida en Cubells (provincia de Lérida) el 24 de junio de 1953, se trasladó a Vallecas durante su juventud. Licenciada en Educación Física, fue jugadora de la sección de balonmano del Atlético de Madrid durante la década de 1970, participando además en diversas competiciones deportivas. Trabajó en el extinto Instituto Municipal de Deportes del Ayuntamiento de Madrid (actual Dirección General de Deportes), hasta su elección como diputada por Izquierda Unida en las elecciones generales de 1996.

### Trayectoria política en IU
Estuvo afiliada al Partido de Acción Socialista (PASOC) y al sindicato Unión General de Trabajadores desde 1982, formando parte de IU desde su fundación en 1986. Ocupó el número seis en la candidatura de Izquierda Unida por Madrid en las elecciones generales de 1996. En estas elecciones IU obtuvo su mejor resultado de toda la historia en Madrid y Sabanés obtuvo el sexto y último escaño conseguido. En el Congreso fue portavoz de IU en las comisiones de Educación, Cultura y Política Social. En 1999, la dirección regional de Izquierda Unida la propuso como candidata a la alcaldía, sustituyendo a Francisco Herrera. Aunque Sabanés resultó elegida, su candidatura obtuvo unos malos resultados, perdiendo cuatro de los nueve concejales con los que contaba. Al incorporarse al ayuntamiento, abandonó su escaño. Sabanés permaneció como portavoz de IU en el ayuntamiento durante dos legislaturas, al repetir como candidata a la alcaldía en las municipales de 2003. En estas, su candidatura perdió un nuevo concejal.
En 2001, al abandonar Izquierda Unida el PASOC , decidió permanecer en la coalición junto con otros militantes del mismo partido, que formaron la Corriente Socialista dentro de Izquierda Unida Comunidad de Madridid.
En 2007, la dirección de federal de IU, liderada por Gaspar Llamazares, y la de IU en la Comunidad de Madrid firmaron un "acuerdo político" por el que Inés Sabanés sería la candidata a la presidencia de la Comunidad en las elecciones de 2007, en tanto que Ángel Pérez la sustituiría como candidato a la alcaldía de Madrid. Sabanés mejoró ligeramente los resultados de IU respecto a las anteriores elecciones.
Fue secretaria de Fundación y Estudios de Izquierda Unida[¿cuándo?] y portavoz de la Comisión Permanente de la coalición.
Presentó su candidatura a la coordinación general de IU en su IX Asamblea Federal (2008), encabezando la lista de la corriente interna IU Abierta y quedando en segundo lugar con el 27% de los votos, produciéndose desde entonces un distanciamiento entre Sabanés y la nueva dirección de la coalición. Así, el 17 de diciembre de 2009 fue sustituida por Gregorio Gordo como portavoz en la Asamblea de Madrid, al tiempo que numerosos políticos de IU que pertenecían a IU Abierta dimitían de sus puestos en la dirección. En la misma línea, debido al proceso impulsado en la federación madrileña (en la que IU Abierta representaba tan sólo el 15% de la militancia) para las elecciones municipales y autonómicas de 2011, decidió no presentarse por discrepancias con la dirección. El 25 de enero de 2011 Inés Sabanés enviaba una carta a Cayo Lara comunicando su dimisión de todos los cargos que ocupaba.

### Trayectoria política en Equo y Ahora Madrid

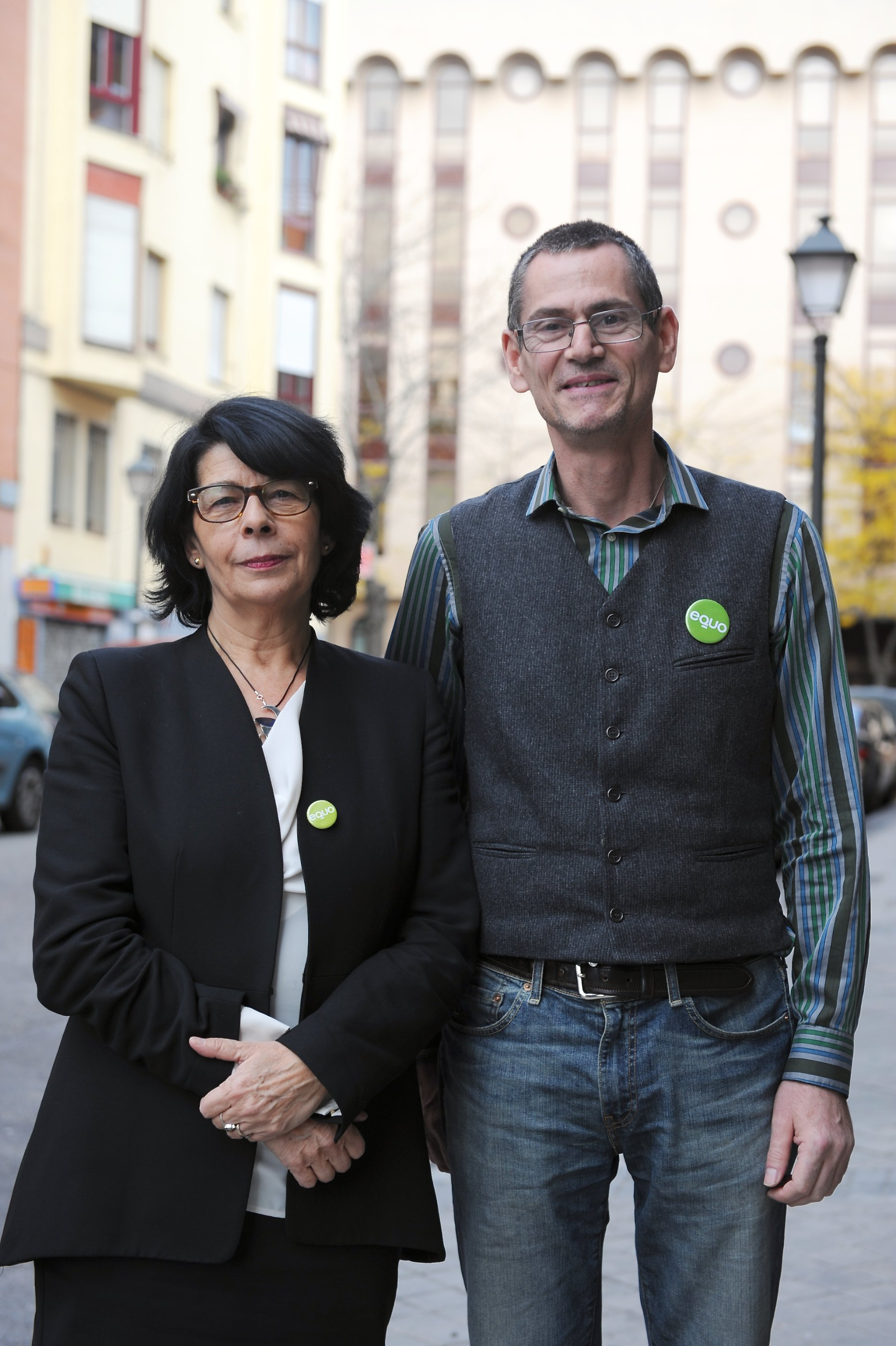
Inés Sabanés junto a Ramón Linaza, portavoces de Equo Madrid.

El 15 de junio de 2011 dejó de militar definitivamente en Izquierda Unida para proseguir su carrera política en Equo, expresando que:

"Mi baja de militancia de IU es la consecuencia lógica de un proceso que se ha ido haciendo visible y a una distancia cada vez más evidente con la organización en la que, además, paulatinamente he ido abandonando todos los cargos de responsabilidad. [...] Los compromisos de refundación, apertura y cambios de métodos [de la coalición] se han ido retrasando y diluyendo en el tiempo."

En las elecciones generales de 2011 fue elegida mediante primarias (en las que podían participar afiliados y simpatizantes) número 2 en las listas de Equo por Madrid.
En diciembre de 2011 Sabanés fue elegida portavoz de Equo Madrid, federación de Equo en la Comunidad de Madrid, junto a Ramón Linaza. En febrero de 2012, fue elegida miembro de la Comisión Gestora de Equo. Sin embargo, en el I Congreso de Equo (7 y 8 de julio de 2012) no se postuló como miembro de la Comisión Ejecutiva Federal, expresando que prefería centrar su actividad política en la Comunidad de Madrid como portavoz de la federación madrileña.
En el I Congreso de Equo Madrid, 17 y 18 de noviembre de 2012, Sabanés fue renovada en la portavocía de Equo Madrid al ser la más votada en la lista de candidaturas femeninas para la Mesa de Coordinación, junto a Ramón Linaza entre los candidatos masculinos. De nuevo y por última vez revalidó su cargo en noviembre de 2014.
En noviembre de 2014 Equo se unió a la plataforma Ganemos Madrid para las elecciones municipales de España de 2015, y tras confluir con otras formaciones se constituyó en Madrid en marzo de 2015 en el partido político "instrumental" Ahora Madrid. Ines Sabanés se presentó a las primarias de Ahora Madrid y ocupó el tercer lugar en la lista para las elecciones municipales de Madrid.
Destacan los siguientes proyectos políticos llevados a cabo durante su etapa de Concejala de Movilidad y Medioambiente de Ahora Madrid (2015-2019):
- Madrid Central.

- Renaturalización del Río Manzanares.

- BiciMad.

## Reconocimientos
- Gran Cruz de la Orden del Dos de Mayo (2012)[21]